# Марсельський жертовний тариф
Марсельський жертовний тариф — умовна назва карфагенського епіграфічного пам'ятника, знайденого в Марселі (в Античності - грецької колонії Масалії) в середині XIX століття. Є найповнішим з карфагенських жертвенных тарифов що дійшли до нас, в яких жерці встановлювали розміри платежів за різні види жертвоприношень.
Складено приблизно III столітті до н. е. у Карфагені, а після його загибелі був відвезений до Масалії та використовувався місцевою фінікійською громадою. Належить до карфагенського храму Баал-Цафона. Текст тарифу починається так:

Храм Баал-Цафон. Звіт про призначені платежі ... за кожного бика, чи є він спокутною жертвою, умилостивительною жертвою або ж жертвою цілопалення, жерцю покладається 10 мір срібла за кожну і додатково за спокутну жертву вага 300 м'ясом.

Далі перераховуються менші тварини, птиця, оливкова олія, жири і молоко. Щодо жертовних тварин зазначається, які частини туші спалюються, а які залишаються господареві.
Зі змісту тарифу можна зробити висновок про те, що фінікійська громада в Масалії мала своїх епонімних магістратів - суффетів і, мабуть, у своєму внутрішньому житті була незалежною від грецького поліса. У ньому простежується зв'язок із правилами, встановленими Книгою Левіт. В даний час тариф експонується в Британському музеї.